# NGC 2522
NGC 2522 este o galaxie LINER situată în constelația Racul. A fost descoperită în 26 ianuarie 1865 de către Albert Marth. Se află la o distanță de 67,3 de megaparseci de Pământ.